# Слав'янка (Воронезька область)
Слав'янка (рос. Славянка) — хутір у Розсошанському районі Воронезької області Російської Федерації.
Населення становить 65 осіб. Входить до складу муніципального утворення Євстратовське сільське поселення.

## Історія
Населений пункт розташований у межах українського краю Східної Слобожанщини.
Від 1928 року належить до Розсошанського району, спочатку у складі Центрально-Чорноземної області, а від 1934 року Воронезької області.
Згідно із законом від 15 жовтня 2004 року входить до складу муніципального утворення Євстратовське сільське поселення.

## Населення
| 2010 |
| ---- |
| 65   |